# デルタ人民志願軍
デルタ人民志願軍（でるたじんみんしがんぐん）とは、ナイジェリア南部、ニジェール川デルタ地帯で蜂起した反政府武装組織のこと。河口付近一帯の油田開発において、地域に十分な還元がなされていないという不満が武装蜂起の背景にある。2004年9月には、国際石油メジャーへの攻撃予告を行った。
公称兵力は20万人であるが、武装は小火器に限られていると報道されている。しかしながら、活動エリアがかつて内戦が行われた東部地域に隣接しており、反政府勢力が結集するきっかけにもなりうる存在として動向が注目されている。

## 国際石油メジャーへの攻撃予告
2004年、油田地帯で操業する石油メジャーの原油生産関連施設への攻撃を予告。ロイヤル・ダッチ・シェルの従業員200名が国外へ避難する騒ぎとなった。結果的に攻撃は行われなかったものの、当時上昇傾向にあった国際原油相場においてネガティブ要因として働き、10月に1バレル50ドルを突破するきっかけの一つにもなった。